# Topònims de Torallola
Llistat de topònims del poble de Torallola, a l'antic terme de Toralla i Serradell, actualment integrat en el de Conca de Dalt, del Pallars Jussà, presents a la Viquipèdia.

## Esglésies

### Romàniques
| - Sant Martí de Torallola | - Santa Cecília de Torallola |  |  |

## Geografia

### Boscs
| - L'Alzinar | - L'Alzinar | - L'Alzinar de Durro | - Lo Rebollar |

### Camps de conreu
| - Les Bancalades - Cantamoixons - Comandolera - Lo Comellar - Les Comes - Lo Corral - L'Era - Les Escometes - Les Esforcades - L'Espinosa | - Casals de Gramalló - Solà d'Hortell - La Llenguadera - Llinars - La Montada - Peraire - Perico - Lo Pla - La Plana - Los Planells | - Casals del Quimet - Lo Rengueret - Lo Rodalet - La Rourera - Sant Roc - Santa Cecília - Les Saülls - Segalins - Los Seixos - La Serra de Mateu | - Serradàs - Somera - Tallades - Tallades de Torallola - Casals de Terraquet - El Toll de Pera - Trossos del Torallola de Mingo - Lo Tros - La Via |

### Collades
- Lo Coll

### Comes
| - Lo Comellar | - Les Comes | - Coma Sorda |  |

### Corrents d'aigua
| - Barranc de Comellar - Llau de l'Obaga | - Barranc de Puimanyons - Barranc de la Roca del Carant | - Barranc de Santa Cecília - Barranc de Santa Llúcia | - Barranc de Saülls - Barranc del Solà |

### Costes
| - Costa de Matacabrits | - Costa de Toni |  |  |

### Diversos
| - L'Alziner - L'Alzinar - Los Amanits - La Boïga - Roca del Carant | - Lo Coll - Solana de les Alzines - La Font Sobirana - Gargallans | - Gavarnes - Gavatx - Les Ginebres - Obaga | - Solans - Solzinons - Los Tarters de Tuixà - Vedat del Mestre |

### Entitats de població
- Torallola

### Muntanyes
- Lo Tossal

### Obagues
- L'Obaga

### Planes
| - Lo Pla | - La Plana | - Los Planells |  |

### Roques
- Roca del Carant

### Serres
| - Serrat de Castellets - Serrat de Gavarnes | - La Serra de Mateu - Serra de Ramonic | - Muntanya de Santa Magdalena - Serrat | - Serrat del Tossal |

### Solanes
| - Solans | - Solana de les Alzines | - Solà d'Hortell |  |

### Vies de comunicació
| - Pista de la Plana - Camí dels Planells | - Camí vell de la Pobla de Segur a Salàs de Pallars | - Pista de Toralla a Torallola | - Pista de Torallola |